# Calle de Londres (Barcelona)

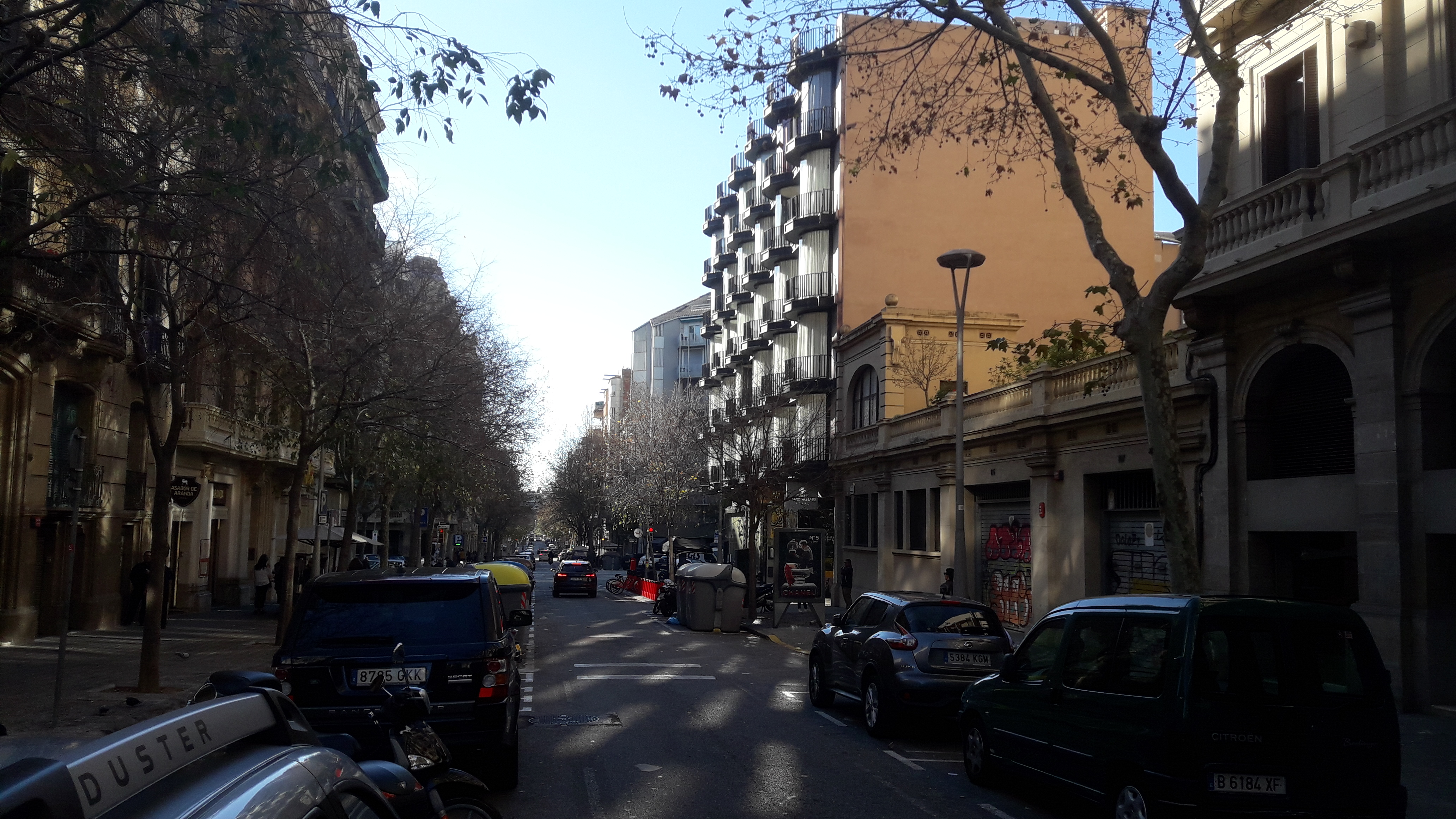
Calle de Londres, en Barcelona

La calle de Londres es una calle del Ensanche de Barcelona. Recibe su nombre por Londres, ciudad que es capital de Reino Unido. Su nombre actual fue aprobado el 29 de marzo de 1922 y anteriormente se había llamado calle de Rocafull y calle de Coello. Limita al norte con la calle de Buenos Aires y al sur con la calle de París. Une la avenida de Josep Tarradellas con la avenida Diagonal.